# Gonomyia (Gonomyia) turritella
Gonomyia (Gonomyia) turritella is een tweevleugelige uit de familie steltmuggen (Limoniidae). De soort komt voor in het Oriëntaals gebied.